# 秋山はる
秋山 はる（あきやま はる、1978年1月1日 - ）は、日本の漫画家。女性。千葉県出身。
2002年に『あおぞら』でアフタヌーン四季賞（講談社）秋のコンテスト四季大賞を受賞しデビュー 。
2005年に『月刊アフタヌーン』（同）の『すずめすずなり』で初の連載。2023年より、『メロディ』（白泉社）にて、『私のブルーガーネット』を連載中（2025年4月現在）。

## 略歴（年表）
- 2002年 - 『あおぞら』でアフタヌーン四季賞秋のコンテスト四季大賞受賞[1]。『月刊アフタヌーン』2002年12月号に掲載されデビュー。
- 2003年 - 『妄想小説』を『月刊アフタヌーン』に掲載。[6]
- 2005年 - 『すずめすずなり』初の連載となる[3]（ - 2006年）。
- 2008年 - 『オクターヴ』連載開始[7]（ - 2010年[8]）。
- 2012年 - 『こたつやみかん』前後編を『月刊アフタヌーン』に掲載[9]。
- 2013年 - 『こたつやみかん』が連載化[10]（ - 2014年）。
- 2021年 - 『月刊!スピリッツ』にて、『イベリスの花嫁』連載開始[11]（ - 2022年[12]）。
- 2023年 - 『メロディ』にて、『私のブルーガーネット』連載開始[5]。

## 作品リスト

### 漫画作品
- 『あおぞら』（『月刊アフタヌーン』2002年12月号）[13] - 四季大賞受賞作。単行本未収録。
- 『妄想小説』（『月刊アフタヌーン』2003年10月号）[6] - 読み切り。単行本未収録。
- 『すずめすずなり』講談社〈アフタヌーンKC〉全3巻（『月刊アフタヌーン』2005年1月号 - 2006年6月号） - 初の連載作品。[14]
- 『桃色自転車』（『good!アフタヌーン』2009年02号）読み切り。『すずめすずなり』に登場する坂巻美代のエピソード。単行本未収録。
- 『オクターヴ』講談社〈アフタヌーンKC〉全6巻（『月刊アフタヌーン』2008年3月号[7] - 2011年2月号[8]） - 単行本は台湾版、韓国版、フランス語版、スペイン語版も出版される。
- 『春待草』（『月刊アフタヌーン』2012年2月号）[15] - 読み切り。単行本未収録。
- 『こたつやみかん』講談社〈アフタヌーンKC〉全4巻
  - 読み切り版（『月刊アフタヌーン』2012年5月号[9]・6月号）
  - 連載版（『月刊アフタヌーン』2013年2月号[10] - 2014年6月号）
- 『空中散歩』ガレットワークス〈『ガレット No.14 202005』〉- 読み切り [16] [17]
- 『たわいもない日曜』ガレットワークス〈『ガレット No.17 202102』〉- 読み切り [18] [19]
- 『イベリスの花嫁』小学館〈ビッグコミックス〉全2巻（『月刊!スピリッツ』2022年2月号[20][11] - 2023年2月号[12]）
  1. 2022年6月10日発売[21]、ISBN 978-4-09-861312-0
  2. 2023年1月12日発売[22]、ISBN 978-4-09-861501-8
- 『私のブルーガーネット』白泉社〈花とゆめコミックススペシャル〉既刊1巻（『メロディ』2024年2月号[5] - ）
  1. 2024年12月5日発売[23][24]、ISBN 978-4-592-23048-9

### その他
- まんがに歴史あり（『コーラス』2009年12月号、集英社） - インタビュー
- 『ああっ女神さまっ』ありがとう！我らの女神さまっポスター（『月刊アフタヌーン』2014年6月号[25]） - 同作の最終回を記念したイラストやコメント掲載[25]